# Qufu
Qufu (kineski: 曲阜, pinyin: Qūfù) je grad u provinciji Shandong u Kini. Nalazi se oko 130 km južno od provincijskog sjedišta Jinana i 45 km sjeveroistočno od pod-provincijskog sjedišta Jininga. Qufu kao grad ima oko 60.000 stanovnika, a cijela upravna regija ima 650.000 stanovnika.
Qufu je legendarno rodno mjesto Konfucija, a služio je i kao glavni grad Države Lu za vrijeme tzv. Razdoblja proljeća i jeseni (722. – 481. pr. Kr.). U Qufuu se nalazi Konfucijev hram, Konfucijevo groblje i Posjed obitelji Kong; oni zajedno čine tzv. „Tri sveta mjesta Konfucija” koja su upisana na UNESCO-ov popis mjesta svjetske baštine u Aziji 1994. god. kao „kompleks spomenika koji je zadržao veliku umjentičku i povijesnu vrijednost zahvaljujući štovanju i kontinuiranoj podršci kineskih careva više od 2.000 godina”.

## Povijest
Qufu je bio glavnim gradom države Lu za vrijeme Razdoblja proljeća i jeseni (722. – 481. pr. Kr.). Gradske zidine Lu prijestolnice su se prostirale na širem području istočno i sjeverno od današnjih zidina iz razdoblja dinastije Ming.
Tijekom dinastije Tang i ranog razdoblja dinastije Song središte grada je bilo oko današnjeg hrama vladara Zhou Dukea, na sjeveroistočnom kutu današnjih zidina. God. 1012., Qufu je preimenovan u županiju Xianyuan (仙源 县), a središte se preselilo u oko 4 km istočno od današnjeg gradskih zidina, uz navodnog rodnog mjesta legendarnog Žutog cara i groba njegova sina Shaohaoa. Hram u čast Žutog cara sagrađena je tada, a sve što je danas preostalo od njega su dvije divovske stele (lokalitet Shou Qiu, "Brdo dugotrajnosti").
Nakon što su sjevernu Kinu osvojili Džurdži, nova dinastija Jin je vratila njegovo staro ime, Qufu (1142.), ali grad je ostao na novom mjestu. Za vladavine cara Jiajinga iz dinastije Ming (1522.) izgrađene su današnje gradske zidine, a mjesto grada Qufua od 1012. – 1522. god. je sada selo Jiuxian (旧县 村).
Grad je također odigrao važnu ulogu u „Pohodu na Yanzhou” koji su poduzeli kineski komunisti 1948. godine. Povijesne znamenitosti u Qufuu su pretrpjele veliku štetu za vrijeme Kulturne revolucije kada je oko 200 članova osoblja i studenata Pekinškog sveučilišta pod vodstvom Tan Houlana (谭 厚 兰, 1937. – 1982.), jedan od pet najmoćnijih studentskih vođa Kulturne revolucije, došli u Qufu i uništili više od 6000 predmeta u studenom 1966. godine.

## Znamenitosti
Qufu okružuju masivne zidine, s vodenim jarkom ispred, izgrađene za vrijeme dinastije Ming, čije je središte tzv. "Toranj bubnja" (Gulou). Unutar zidina nalaze se Konfucijev hram i Posjed obitelji Kong, te Hram Yan Huija (Yan Miao), dok je Konfucijevo groblje oko 1 km sjeverno od zidina.
Konfucijev hram (孔庙, Kǒngmiào) je hram koji je započet 478. godine, samo dvije nakon smrti najvećeg kineskog filozofa, političara i učitelja, Konfucija (551. – 479.), u njegovom rodnom gradu. Hram je više puta uništen i obnovljen tijekom stoljeća, a danas se sastoji od više od 100 građevina.
Konfucijevo groblje (孔林, Kǒnglín) je mjesto gdje je sahranjen Konfucije, ali i više od 100.000 njegovih potomaka. Još otkad je car Wu Di iz dinastije Han prihvatio prijedlog da uspostavi stotinu škola koje će širiti Konfucijev nauk, njegova grobnica je postala mjesto hodočašća i štovanja. Do 2. stoljeća više od 50 grobnica Konfucijevih nasljednika su niknule oko njegovog groba, a komemorativne stele su počele nicati od 1244. god. God. 1331. Kong Sihui je započeo graditi zid oko groblja, što se nastavilo dodavanjem tornjeva, lukova, paviljona i putem s drvoredima prema sjevernim vratima Qufua (1594.)
Posjed obitelji Kong (孔府, Kǒngfǔ) je golema plemićka rezidencija od 152 građevine koja je izrasla iz skrome kuće Konfucijeve obitelji Kong. Naime, njegovi nasljednici su skrbili za njegov grob i hram, te su od kineskih careva dobili plemićki naslov. Naslov vojvode Yan Shenga, koji im je dodijelio car Ren Zhong iz dinastije Song (960. – 1279.), se očuvao sve do 1935. godine, kada je naslov promijenjen u Državni majstor žrtve i Prvi učitelj. Posjed slijedi tradicionalni kineski plan sa službenim prostorijama ispred rezidencijalnog dijela koji su straga (što će kopirati kineski carevi pri gradnji svojih palača kao što je Zabranjeni grad). Na vrhuncu moći u 16. stoljeću, posjed je imao 170 građevina s 560 soba, ali je danas preživjelo tek 152 zgrada s 480 soba. Unutar posjeda sačuvani su mnogi vrijedni povijesni i umjentički spomenici, kao i svitci i slike, dok su unutarnje dekoracije iz kasnijeg razdoblja dinastije Qing (1912. – 49.).
U gradu postoji velika zajednica muslimana s tržnicom i džamijom odmah ispred zapadnog ulaza u grad.
- Hram vojvode Zhoua
- „Put duša”, groblje iz dinastije Ming
- Qing Shou stela na „Brdu dugovječnosti”
- Džamija Qufua

## Vanjske poveznice
- Asian Historical Architecture: Qufu (engl.)
- qufu.pomosa.com: Kolekcija fotografija iz 2004.  Arhivirana inačica izvorne stranice od 15. prosinca 2018. (Wayback Machine)
- Panoramske fotografije Konfucijeva hrama  Arhivirana inačica izvorne stranice od 24. srpnja 2011. (Wayback Machine)
- Kolekcija fotografija iz 2008.  Arhivirana inačica izvorne stranice od 9. prosinca 2012. (Wayback Machine)